# Grand Prix Formule 1 van Canada 2010

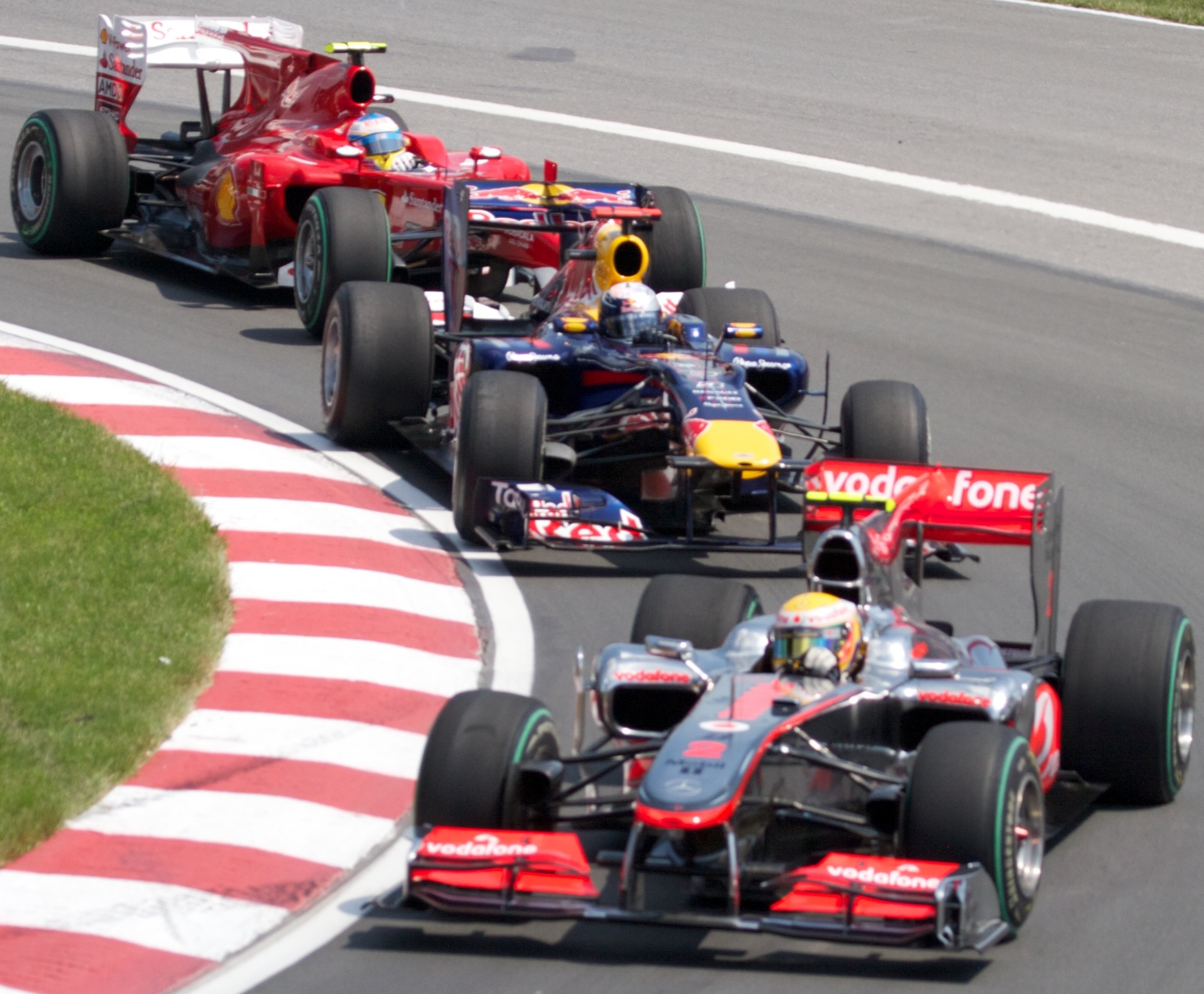
Lewis Hamilton reed in de openingsronde reeds aan de leiding en stuurde zijn McLaren magistraal naar de overwinning, gevolgd door teamgenoot Jenson Button en Ferraricoureur Fernado Alonso. Voor het eerst sinds tijden stond er na afloop geen Red Bull-coureur op het podium.

De Grand Prix Formule 1 van Canada 2010 werd gehouden op 13 juni 2010 op het Circuit Gilles Villeneuve. Het was de achtste race uit het kampioenschap.
Lewis Hamilton, van het team McLaren, pakte tijdens de kwalificatie de poleposition, voor Red Bull Racing-coureur Mark Webber en diens teamgenoot Sebastian Vettel. Het was de eerste keer in 2010 dat er geen Red Bull-auto op poleposition stond.
Hamilton won de race voor zijn teamgenoot Jenson Button en Fernando Alonso. Hamilton nam door zijn overwinning de leiding over in het kampioenschap van Mark Webber.

## Kwalificatie
| Positie | Nr | Coureur            | Constructeur         | Q1       | Q2       | Q3       | Startplaats |
| ------- | -- | ------------------ | -------------------- | -------- | -------- | -------- | ----------- |
| 1       | 2  | Lewis Hamilton     | McLaren-Mercedes     | 1:15.889 | 1:15.528 | 1:15.105 | 1           |
| 2       | 6  | Mark Webber        | Red Bull-Renault     | 1:16.423 | 1:15.692 | 1:15.373 | 7           |
| 3       | 5  | Sebastian Vettel   | Red Bull-Renault     | 1:16.129 | 1:15.556 | 1:15.420 | 2           |
| 4       | 8  | Fernando Alonso    | Ferrari              | 1:16.171 | 1:15.597 | 1:15.435 | 3           |
| 5       | 1  | Jenson Button      | McLaren-Mercedes     | 1:16.371 | 1:15.742 | 1:15.520 | 4           |
| 6       | 15 | Vitantonio Liuzzi  | Force India-Mercedes | 1:17.086 | 1:16.171 | 1:15.648 | 5           |
| 7       | 7  | Felipe Massa       | Ferrari              | 1:16.673 | 1:16.314 | 1:15.688 | 6           |
| 8       | 11 | Robert Kubica      | Renault              | 1:16.370 | 1:15.682 | 1:15.715 | 8           |
| 9       | 14 | Adrian Sutil       | Force India-Mercedes | 1:16.495 | 1:16.295 | 1:15.881 | 9           |
| 10      | 4  | Nico Rosberg       | Mercedes GP          | 1:16.350 | 1:16.001 | 1:16.071 | 10          |
| 11      | 9  | Rubens Barrichello | Williams-Cosworth    | 1:16.880 | 1:16.434 |          | 11          |
| 12      | 10 | Nico Hülkenberg    | Williams-Cosworth    | 1:16.770 | 1:16.438 |          | 12          |
| 13      | 3  | Michael Schumacher | Mercedes GP          | 1:16.598 | 1:16.492 |          | 13          |
| 14      | 12 | Vitaly Petrov      | Renault              | 1:16.569 | 1:16.844 |          | 14          |
| 15      | 16 | Sébastien Buemi    | Toro Rosso-Ferrari   | 1:17.356 | 1:16.928 |          | 15          |
| 16      | 17 | Jaime Alguersuari  | Toro Rosso-Ferrari   | 1:17.027 | 1:17.029 |          | 16          |
| 17      | 22 | Pedro de la Rosa   | BMW Sauber-Ferrari   | 1:17.611 | 1:17.384 |          | 17          |
| 18      | 23 | Kamui Kobayashi    | BMW Sauber-Ferrari   | 1:18.019 |          |          | 18          |
| 19      | 19 | Heikki Kovalainen  | Lotus-Cosworth       | 1:18.237 |          |          | 19          |
| 20      | 18 | Jarno Trulli       | Lotus-Cosworth       | 1:18.698 |          |          | 20          |
| 21      | 24 | Timo Glock         | Virgin-Cosworth      | 1:18.941 |          |          | 21          |
| 22      | 21 | Bruno Senna        | HRT-Cosworth         | 1:19.484 |          |          | 22          |
| 23      | 25 | Lucas di Grassi    | Virgin-Cosworth      | 1:19.675 |          |          | 23          |
| 24      | 20 | Karun Chandhok     | HRT-Cosworth         | 1:27.757 |          |          | 24          |

## Race
| Pos | No | Coureur            | Constructeur         | Rondes | Tijd/Oorzaak uitval | Grid | Punten |
| --- | -- | ------------------ | -------------------- | ------ | ------------------- | ---- | ------ |
| 1   | 2  | Lewis Hamilton     | McLaren-Mercedes     | 70     | 1:33:53.456         | 1    | 25     |
| 2   | 1  | Jenson Button      | McLaren-Mercedes     | 70     | +2.254              | 4    | 18     |
| 3   | 8  | Fernando Alonso    | Ferrari              | 70     | +9.214              | 3    | 15     |
| 4   | 5  | Sebastian Vettel   | Red Bull-Renault     | 70     | +37.817             | 2    | 12     |
| 5   | 6  | Mark Webber        | Red Bull-Renault     | 70     | +39.291             | 7    | 10     |
| 6   | 4  | Nico Rosberg       | Mercedes             | 70     | +56.084             | 10   | 8      |
| 7   | 11 | Robert Kubica      | Renault              | 70     | +57.300             | 8    | 6      |
| 8   | 16 | Sébastien Buemi    | Toro Rosso-Ferrari   | 69     | +1 ronde            | 15   | 4      |
| 9   | 15 | Vitantonio Liuzzi  | Force India-Mercedes | 69     | +1 ronde            | 5    | 2      |
| 10  | 14 | Adrian Sutil       | Force India-Mercedes | 69     | +1 ronde            | 9    | 1      |
| 11  | 3  | Michael Schumacher | Mercedes             | 69     | +1 ronde            | 12   |        |
| 12  | 17 | Jaime Alguersuari  | Toro Rosso-Ferrari   | 69     | +1 ronde            | 16   |        |
| 13  | 10 | Nico Hülkenberg    | Williams-Cosworth    | 69     | +1 ronde            | 12   |        |
| 14  | 9  | Rubens Barrichello | Williams-Cosworth    | 69     | +1 ronde            | 11   |        |
| 15  | 7  | Felipe Massa       | Ferrari              | 69     | +1 ronde            | 6    |        |
| 16  | 19 | Heikki Kovalainen  | Lotus-Cosworth       | 68     | +2 ronden           | 19   |        |
| 17  | 12 | Vitaly Petrov      | Renault              | 68     | +2 ronden           | 14   |        |
| 18  | 20 | Karun Chandhok     | HRT-Cosworth         | 66     | +4 ronden           | 24   |        |
| 19  | 25 | Lucas di Grassi    | Virgin-Cosworth      | 65     | +5 ronden           | 23   |        |
| Ret | 24 | Timo Glock         | Virgin-Cosworth      | 50     | Stuur               | 21   |        |
| Ret | 18 | Jarno Trulli       | Lotus-Cosworth       | 42     | Remmen              | 20   |        |
| Ret | 22 | Pedro de la Rosa   | BMW Sauber-Ferrari   | 30     | Motor               | 17   |        |
| Ret | 21 | Bruno Senna        | HRT-Cosworth         | 13     | Versnellingsbak     | 22   |        |
| Ret | 23 | Kamui Kobayashi    | BMW Sauber-Ferrari   | 1      | Crash               | 18   |        |

## Noot
- Dit was de eerste snelste ronde voor Robert Kubica en voor een Poolse coureur.
- Eerste ronde als raceleider voor Sébastien Buemi.

1967 · 1968 · 1969 · 1970 · 1971 · 1972 · 1973 · 1974 · 1976 · 1977 · 1978 · 1979 · 1980 · 1981 · 1982 · 1983 · 1984 · 1985 · 1986 · 1988 · 1989 · 1990 · 1991 · 1992 · 1993 · 1994 · 1995 · 1996 · 1997 · 1998 · 1999 · 2000 · 2001 · 2002 · 2003 · 2004 · 2005 · 2006 · 2007 · 2008 · 2010 · 2011 · 2012 · 2013 · 2014 · 2015 · 2016 · 2017 · 2018 · 2019 · 2022 · 2023 · 2024 · 2025 · 2026 · 2027 · 2028 · 2029